# Зенит (спецподразделение)
«Зенит» — нештатный отряд специального назначения резерва Комитета государственной безопасности Союза ССР (КГБ СССР), созданный в 1979 году для участия в специальных мероприятиях в Демократической Республики Афганистан.

## История
Отряд специального назначения (ОСпН) «Зенит» был сформирован в начале лета 1979 года из числа оперативных сотрудников КГБ СССР, проходящих специальную подготовку на Курсах усовершенствования офицерского состава КГБ СССР (КУОС).
Офицеров специального резерва готовили для действий в составе оперативно-боевых групп на территории противника в особый (угрожаемый) период или в его глубоком тылу с началом боевых действий. Курс включал в себя парашютно-десантную, минно-взрывную, специально-оперативную, физическую подготовку и специальную горную подготовку, которую проводили на одной из баз на Кавказе. 
ОСпН «Зенит», а затем и ОСпН «Каскад» стали основой для создания в 1981 году специального подразделения ПГУ КГБ СССР — ГСН «Вымпел».

## Спецоперация «Шторм-333»
Отряд был разбит на боевые группы (БГ), перед которыми были поставлены конкретные задачи по захвату объектов. 27 декабря 1979 года Спецгруппа «Зенит» в количестве 30 человек под руководством майора Я. Ф. Семёнова принимала участие в спецоперации «Шторм-333». Операция началась в 19 часов 30 минут и длилась 43-45 минут. 
Также во время этой спецоперации был взорван центральный узел связи (КБГ — Б. А. Плешкунов), были захвачены тюрьма Пули-Чархи (КБГ — Ф. П. Корабейников), почта (КБГ — А. А. Пунтус), генштаб (КБГ — В. В. Розин), телецентр (КБГ — А. Т. Рябинин), телеграф (КБГ — В. Н. Овсянников), здания командования Царандоя (КБГ — Ю. В. Мельник), здание КАМ (КБГ — Р. Х. Шафигуллин).
В ходе операции погибли[уточнить] командир ОСН «Зенит» Г. И. Бояринов и боец боевой группы Б. А. Суворов.

## Командование
Основной источник:

### Командиры
- Г. И. Бояринов
- А. К. Поляков

### Заместители
- В. С. Глотов
- А. И. Долматов
- Я. Ф. Семёнов

## Награждённые сотрудники ОСН Зенит
Основной источник:

### Герой Советского Союза
- Г. И. Бояринов (посмертно)
- Э. Г. Козлов
- В. С. Белюженко

### Орден Ленина
- А. К. Поляков

### Орден Красного Знамени
- Я. Ф. Семёнов
- А. А. Пунтус
- В. В. Розин
- А. Н. Муранов (посмертно)
- Б. А. Суворов (посмертно)